# Замах на Дональда Трампа
Замах на Дональда Трампа стався 13 липня 2024 року, коли колишній президент США Дональд Трамп зазнав вогнепального поранення під час передвиборчого мітингу в містечку Коннокенессінг, поблизу Батлера, штат Пенсільванія.

## Особливості
Підозрюваним було названо 20-річного Томаса Метью Крукса з Бетель-Парку, штат Пенсільванія. Правоохоронці та свідки заявили, що він стріляв із даху за межами місця проведення мітингу з напівавтоматичної гвинтівки типу AR-15, після цього його вбила контрштурмова група Секретної служби. При цьому, стрілок не мав документів, тому слідчі використали його біометричні дані для встановлення особи.
Після поранення у праве вухо Трампа оточили агенти Секретної служби; він кілька разів підняв кулак у повітря, перш ніж його заштовхали в автомобіль. Куля незначним чином пробила Трампу верхню частину правого вуха без загрози для життя, далі його відправили до лікарні та виписали у стабільному стані, після чого він вилетів літаком до Нью-Джерсі.
Федеральні та місцеві чиновники повідомили, що підозрюваний у стрілянині та учасник мітингу були вбиті, а двоє присутніх отримали важкі поранення. Стрілянина розслідується як замах на вбивство. Це був перший випадок, коли колишній або чинний президент США був поранений в результаті замаху на вбивство з того часу, як в 1981 році було скоєно замах на чинного президента Рональда Рейгана, і перший випадок замаху на кандидата в президенти з моменту замаху на Джорджа Воллеса 1972 року.

## Передумови
Колишній президент США Дональд Трамп є ймовірним кандидатом від Республіканської партії на виборах президента США 2024 року.
Як повідомляє The New York Times, згідно з опитуванням політолога Роберта Пейпа про політичне насильство, 10 % респондентів заявили, що «застосування сили є виправданим, щоб не дати Трампу стати президентом», третина з яких також сказали, що володіють зброєю. Ще 7 % респондентів заявили, що «застосування сили було виправданим, щоб повернути Трампа на посаду президента», половина з яких також сказали, що володіють зброєю. Опитування громадської думки, які використовували інші формулювання, виявили меншу підтримку, приблизно від 4 % до 5 %. Загалом, опитування громадської думки завищують рівень підтримки політичного насильства, оскільки незаангажовані респонденти в кілька разів частіше підтримують політичне насильство. Якщо розглядати лише активно залучених респондентів, то від 2 % до 7 % опитаних заявили, що підтримали б політично вмотивовану стрілянину, а від 96 % до 100 % сказали, що такий стрілець має бути притягнутий до кримінальної відповідальності.
5 липня 2024 року було оголошено, що 13 липня Трамп проведе мітинг на виставковому майданчику ферми Батлер у містечку Коннокенсінг, поблизу Батлера, штат Пенсільванія. Він проводився в рамках президентської передвиборчої кампанії Трампа з метою залучення голосів у хиткому штаті Пенсільванія. За оцінками голови Республіканського комітету округу Батлер Джеймса Е. Хьюлінгса, на мітингу були присутні 50 000 осіб. Стрілянина сталася за два дні до запланованого початку Республіканської національної конвенції 2024 року. Мітинги Трампа перевіряють на наявність заборонених предметів, у тому числі зброї.

## Перебіг подій

Карта-схема, що ілюструє приблизне місцезнаходження нападника (червоний), Дональда Трампа (чорний) та контрштурмової групи Секретної служби (синій)

Снайпер стріляв у Трампа приблизно о 18:11 за північноамериканським східним часом під час передвиборчого мітингу. За 6 хвилин після початку промови, снайпер зробив кілька пострілів з гвинтівки типу AR-15 по мітингу. Чоловік сидів на даху заводу за 119 м від сцени. Влада не змогла одразу підтвердити особу стрільця, видання The Washington Post писало, що ФБР встановила його як Томаса Метью Крукса, 20-річного чоловіка з Пенсильванії. Підозрюваний не проходив перевірку на безпеку, оскільки перебував за периметром безпеки мітингу; він заліз на дах будівлі, за 61-122 м на північ від Трампа. Він був убитий снайпером контрштурмової групи Секретної служби США незабаром після стрілянини.
Трамп отримав кулю у верхню частину правого вуха та ухилився. Агенти Секретної служби кинулися до Трампа і прикрили його щитом. Після приблизно 25 секунд, проведених на землі, він піднявся з кров'ю на вусі та обличчі та сказав агентам Секретної служби, що йому потрібне його взуття. Потім Трамп підняв кулак напоказ натовпу, у відповідь на що натовп вигукнув «С-Ш-А!». Потім його посадили в автомобіль і відвезли до найближчої лікарні. Щонайменше троє учасників мітингу отримали поранення, в результаті чого одна людина загинула, а двоє отримали важкі поранення. Один з поранених знаходився на лівій трибуні. Ронні Джексон пізніше повідомив Fox News, що його племінник отримав поранення в шию.

## Розслідування
ФБР очолило розслідування, яке почалося спільно з Міністерством юстиції, Секретною службою США та Бюро алкоголю, тютюну, вогнепальної зброї і вибухових речовин. Інцидент розслідується як замах на вбивство.

## Наслідки
Трампа перевезли до Меморіальної лікарні Батлера для обстеження. Його кортеж виїхав з лікарні о 21:30 за північноамериканським східним часом до аеропорту Піттсбурга. Речник Секретної служби підтвердив інцидент, і запевнив, що Трамп у безпеці. Речник передвиборчої кампанії Стівен Чунг також підтвердив, що Трампу нічого не загрожує.
Департамент поліції Нью-Йорка посилив охорону вежі Трампа.

## Реакція
- Президент США Джо Байден засудив злочин та заявив, що в США «немає місця такому насильству»[43]. Конгресмен Рубен Галлего і губернатор штату Мічиган Ґретхен Вітмер виступили із заявами, що засуджують політичне насильство.
- Президент України Володимир Зеленський заявив, що насильству немає виправдань та побажав Трампу одужання[44][45].
- Посол України в США Оксана Маркарова засудила напад та закликала притягнути винних до відповідальності[46].
- Російські пропагандисти опублікували фейк про «причетність» українських спецслужб до інциденту[47].